# Tercera División Grupo 5
De Tercera División RFEF Grupo 5 is een van de regionale divisies van de Tercera División RFEF, de vijfde  voetbaldivisie van Spanje. Het is de eerste Catalaanse divisie en de Tercera División Grupo 5 bevindt zich in dat opzicht onder de Segunda División RFEF en boven de Primera Divisió Catalana.

## Opzet
Jaarlijks spelen twintig clubs een volledige competitie in de Tercera División Grupo 5. De kampioen promoveert automatisch en de nummers 2 t/m 5 spelen play-offs om één plaats in de Segunda División RFEF.  De laatste drie clubs degraderen naar de Primera Divisió Catalana.